# Zündapp R 50

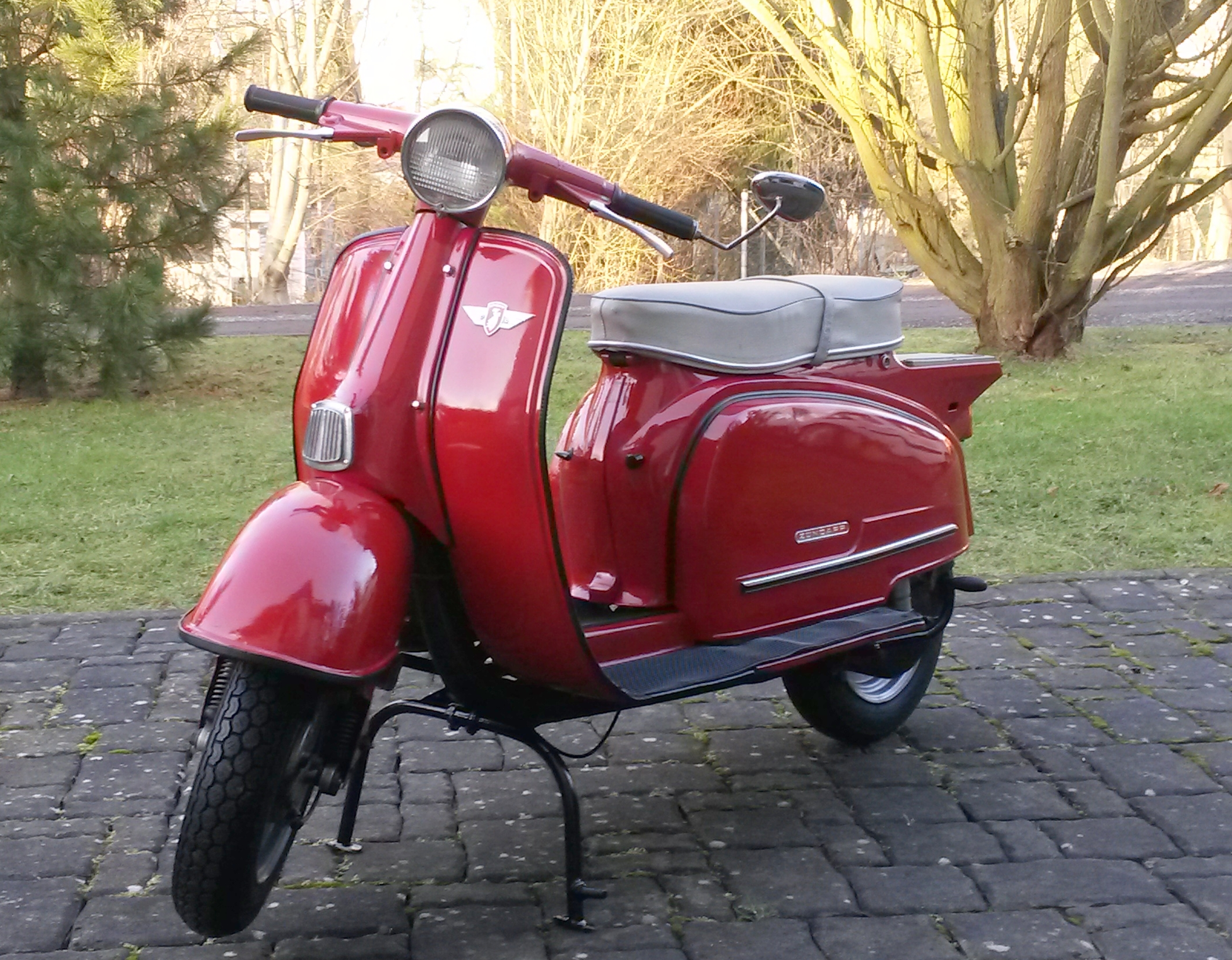
Zündapp R 50, Baujahr 1970

Die Zündapp R 50 ist ein Motorroller (Kleinkraftrad), den die Zündapp-Werke GmbH von 1964 bis 1984 produzierten.

## Beschreibung
Der Motorroller hat einen gebläsegekühlten, schlitzgesteuerten Einzylinder-Zweitaktmotor mit Leichtmetallzylinder und Hartchrom-Laufbahn, Mischungsschmierung (1 : 25 bzw. 1 : 50 ab 1975) und Magnetzündung. Angelassen wird der Motor mit einem Kickstarter. Die Kraft wird im Primärantrieb über Zahnräder an eine Mehrscheibenkupplung im Ölbad sowie ein Dreigang-Ziehkeilgetriebe mit Fuß- oder wahlweise Handschaltung und von dort an das Hinterrad übertragen. Das Fahrwerk besteht aus einem Stahlrohrrahmen mit tragendem Leichtmetall-Mittelstück, Vordergabel mit Kurzschwingen und Schraubenfedern sowie einer hinteren Triebsatzschwinge mit gekapselter Kette und ölgedämpften Federbeinen. Der Roller hat austauschbare Leichtmetall-Scheibenräder mit Trommelbremsen.

## Variante: RS 50 Super
Ab 1965 war der Motorroller in einer leistungsstärkeren Version unter der Bezeichnung Zündapp RS 50 Super (Leichtkraftrad) erhältlich. Der Motor dieser Ausführung leistet 4,6 PS bei 7000 min−1 statt 2,6 PS bei 4900 min−1. Der RS 50 Super wiegt leer 84 kg, ist 1775 mm lang und hat einen Radstand von 1230 mm und ein 4-Gang-Getriebe. Die Höchstgeschwindigkeit beträgt laut Werksangabe 65 km/h. 1971/72 kostete er 1788 DM, 1973 bereits 1.998,00 DM. Ein Jahr später stieg der Preis auf 2.199,00 DM und 1975 auf 2.309,00 DM, 1981 waren es 2.950,00 DM. Im Motorrad-Katalog, Ausgabe 1971/72 wird der RS 50 Super so charakterisiert: „Leichtroller moderner Konzeption, durch elegante Linienführung, Fahrkomfort und Laufruhe des Motors bestechend. Ausgesprochenes Damenfahrzeug.“